# Henri Roussel de Courcy
 (juin 2014).
Si vous disposez d'ouvrages ou d'articles de référence ou si vous connaissez des sites web de qualité traitant du thème abordé ici, merci de compléter l'article en donnant les références utiles à sa vérifiabilité et en les liant à la section « Notes et références ».
Pour les articles homonymes, voir Courcy et Familles de Courcy.
Philippe Marie Henri Roussel de Courcy, né le 30 mai 1827 à Orléans (Loiret) et mort le 8 novembre 1887 à Paris, est un général de division français, gouverneur de Nancy en 1881 lorsque cette ville était une importante place française face à la Lorraine alors annexée par l'Allemagne.
Il commande le corps expéditionnaire du Tonkin en 1885-1886, chargé de la pacification de ce nouveau protectorat français.

## Biographie
Philippe Marie Henri Roussel de Courcy est né le 30 mai 1827, à Orléans dans le Loiret, fils de Pierre Léon Roussel de Courcy, capitaine de cavalerie et conseiller général de Seine-et-Marne, et de Louise Julie Adèle de Néverlée. Sa sœur Marie-Édith Roussel de Courcy épousera Jean-François-Albert du Pouget de Nadaillac.
En 1857, il épouse Marie-Mathilde-Henriette (1837-1912), fille du comte de Goyon. Il servira sous les ordres du général-comte de Goyon, commandant la division d’occupation d’Italie, en qualité d’officier d'ordonnance, en 1858.

### Carrière militaire
Il souscrit en engagement au titre de l’École spéciale militaire de Saint-Cyr et y entre comme 2e classe le 27 novembre 1844.
Il en sort au 25e régiment d’infanterie de ligne avec le grade de sous-lieutenant, le 1er octobre 1846. Il est promu au grade de Lieutenant le 19 juillet 1849. Il prend part à la campagne d'Italie du 1er juillet 1849 au 31 août 1849, puis il passe en Afrique du 2 novembre 1850 au 18 février 1854 où il est promu au grade de capitaine avec rang du 29 décembre 1853. Il fait campagne en Crimée avec le 15e bataillon de chasseurs du 12 septembre 1855 au 19 juin 1856, où il est cité, puis de nouveau il fait campagne en Italie, du 21 février 1858 au 14 octobre 1861, pendant laquelle il passe au 25e régiment d’infanterie de ligne avec le grade de chef de bataillon pour compter du 25 mai.

#### Mexique
Il participe à l'expédition du Mexique du 26 août 1862 au 7 avril 1866, où il commande le 1er bataillon de chasseurs à pied. Pendant les trois années de cette campagne, il est blessé par coup de feu devant Puebla, le 27 mars 1863, où il est cité à la prise du pénitencier de Puebla au rapport spécial du général commandant en chef du corps expéditionnaire au Mexique 29 mars 1863. Il est promu au grade de lieutenant-colonel le 12 août 1864 au 74e RIL. Il passe aux 3e régiment de zouaves le 2 février 1865. Cité à l’ordre de l’armée le 22 mai 1864 au combat de Valparaiso et cité à l’ordre général du corps expéditionnaire du Mexique du 10 janvier 1866 au combat de Limopon, il est promu au grade de colonel au régiment étranger le 17 janvier 1866.

#### Guerre de 1870
Il permute avec le colonel Guilhem et passe au 90e RIL, régiment de l'armée du Rhin, lors de la guerre de 1870. Il participe notamment aux combats de Borny le 14 août et de Gravelotte, le 16 août.
Appelé à commander la 1re brigade de la 1re division du 3e corps le 15 septembre 1870, il est admis en 1re section des officiers généraux à titre provisoire le 26. Malgré son grade, il conduit son régiment au feu à Mercy, le 27 septembre. Prisonnier lors de la défaite des Français, il est libéré. Mis à la disposition du général Clinchant et des troupes réunies à Cambrai le 29 mars 1871, son grade est confirmé le 22 avril. Il commande la 1re brigade de la 1re division du 5e corps d'armée de Versailles pour compter du 24 avril, qui entre dans Paris dans les premiers éléments.
Il reçoit le commandement de la 44e brigade à Brest le 20 octobre 1873. Le 3 août 1875, il commande l’artillerie du 11e corps d’armée puis la subdivision de Vannes le 27 janvier 1876.
Il passe au Département des affaires étrangères pour une mission près de l’armée russe, lors des opérations d’Orient du Danube, où la Russie marche contre les Turcs dans le Caucase, il est désigné par le ministre de la Guerre comme attaché militaire auprès du Grand-duc Michel, le 8 octobre 1877.
Promu au grade de général de division le 8 janvier 1878, il commande la 11e division d'infanterie du 6e corps d'armée et la subdivision de Nancy pour compter du 12 février 1878, puis la 32e division d'infanterie du 16e CA et subdivisions de Narbonne, Perpignan, Carcassonne et Albi le 24 janvier 1879, la 15e division d'infanterie du 8e CA et subdivisions de Chalon-sur-Saône, Mâcon, Auxonne et Dijon le 5 mars 1879, la 11e division d'infanterie du 6e CA subdivision de Nancy, Toul, Neufchâteau, Troyes le 20 octobre 1880.
Il devient gouverneur de Nancy, Toul le 12 mars 1881, commandant le 6e corps d'armée, le 4 juillet 1881 puis commandant du 10e corps d'armée le 20 avril 1883.

#### Tonkin

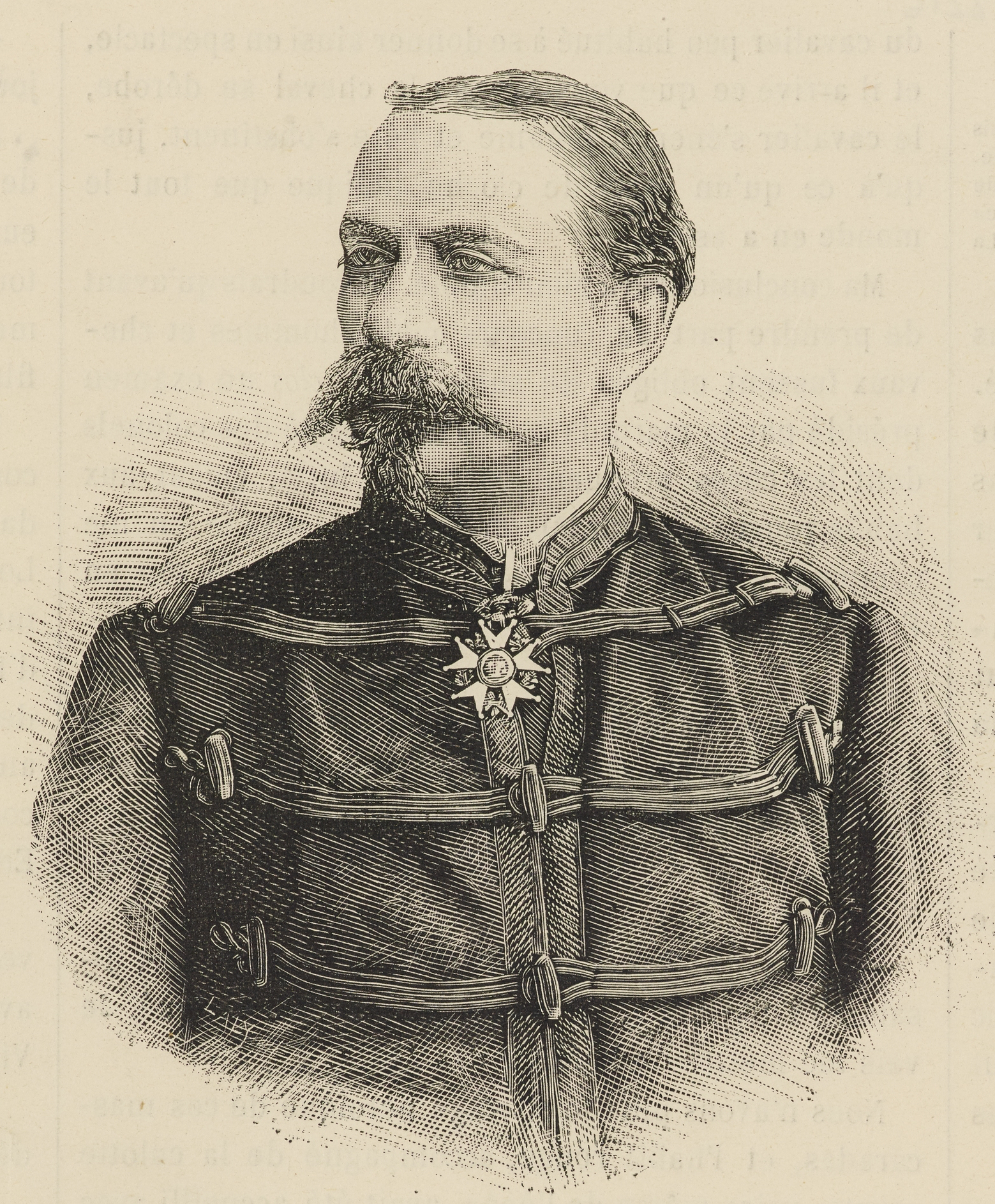
Le général de Courcy, commandant en chef les troupes expéditionnaires.

Il est nommé commandant en chef du corps du Tonkin, du 14 avril 1885 au 26 février 1886. Au général Roussel de Courcy, arrivé le 1er juin au Tonkin pour relever le général Brière de l'Isle de son commandement, incombait la tâche de mettre au pas les nouvelles possessions de la France. Il remplace le roi de Thuyet (en fuite) par un autre prince de la famille de Tu-Duc (Dong-Khan). Il sera remplacé en 1886 par le général Charles Warnet, puis par un résident général civil, le député Paul Bert.
De retour en métropole, il est mis à la disposition du ministre le 1er mai 1887, mais meurt à Paris le 8 novembre 1887.

## Décorations
- Chevalier de la Légion d'honneur en 1858, officier en 1863, commandeur en 1875 et grand officier à partir du 27 décembre 1884
- Titulaire de la Médaille commémorative de l'expédition du Mexique
- Médaille commémorative de l'expédition du Tonkin
- Commandeur de l'ordre de Pie IX (1857)
- 5e classe de l'ordre du Médjidié de Turquie (1859)
- Officier de l'ordre de Notre-Dame de Guadalupe de 1866
- Commandeur de l'ordre de Léopold de Belgique (1868)
- 1re classe de l'ordre de Sainte-Anne de Russie (1879)
- Chevalier de l'ordre impérial et militaire de Saint-Georges de Russie (1879)
- Décoré de la médaille russe commémorative de la campagne du Caucase de 1878